# Lucala
Lucala ist ein Landkreis im Norden Angolas. Der Name ist dem hier vorbeifließenden Fluss Lucala entlehnt.

## Geschichte
Dank seiner Lage zwischen verschiedenen Ethnien und den verschiedenen Volksgruppen, die hier durchzogen, trug Lucala in seiner Geschichte verschiedene Namen: „Calamba Kanzumbi“, danach „Pamba de Ambaca“ oder auch „Pamba Real“, und später „Praça Velha Ambaca“. Am 29. Juni 1927 wurde Lucala zur Kleinstadt (Vila) erhoben, durch den Hochkommissar für Angola, dem damaligen Gouverneur der Portugiesischen Kolonie.

## Verwaltung
Lucala ist Sitz eines gleichnamigen Kreises (Município) der Provinz Cuanza Norte. Das Kreisgebiet umfasst 1718 km² mit 14.445 Einwohnern (hochgerechnete Schätzung 2013). Die Volkszählung 2014 soll fortan gesicherte Bevölkerungsdaten liefern.
Zwei Gemeinden (Comunas) bilden den Kreis Lucala:
- Kiangombe
- Lucala

Dazu existiert mit Hala ein sector administrativo, eine kleinere Verwaltungseinheit unterhalb der Comunas.